# World Series 1975
Le World Series 1975 sono state la 72ª edizione della serie di finale della Major League Baseball al meglio delle sette partite tra i campioni della National League (NL) 1975, i Cincinnati Reds, e quelli della American League (AL), i Boston Red Sox. A vincere il loro terzo titolo furono i Reds per quattro gare a tre.
I Cincinnati Reds avevano vinto la National League West division con 20 gare di vantaggio sui Los Angeles Dodgers e poi batterono i Pittsburgh Pirates, tre gare a una, nelle National League Championship Series. I Boston Red Sox vinsero la American League East con 4½ gare di vantaggio sui Baltimore Orioles, poi batterono i tre volte campioni in carica delle World Series, gli Oakland A's, tre gare a una nelle American League Championship Series.
I Reds vinsero la settima e decisiva gara a Fenway Park con un singolo di Joe Morgan che fece segnare a Ken Griffey il punto del titolo nel nono inning. La gara precedente era stata una partita divenuta classica da 12 inning sempre a Boston. Mentre ci furono diversi altri momenti da ricordare in quella gara, è ricordata a Boston per il fuoricampo del vantaggio nella parte bassa del dodicesimo inning da parte di Carlton Fisk. L'home run di Fisk diede la vittoria ai Red Sox per 7–6 portando la contesa alla settima gara, dove la "Big Red Machine" di Cincinnati vinse il primo di due titoli consecutivi. ESPN classificò questa edizione delle World Series come la seconda migliore mai disputata.

## Sommario
Cincinnati ha vinto la serie, 4-3.
| Gara | Data       | Risultato                                           | Stadio             | Tempo | Pubblico |
| ---- | ---------- | --------------------------------------------------- | ------------------ | ----- | -------- |
| 1    | 11 ottobre | Cincinnati Reds – 0, Boston Red Sox – 6             | Fenway Park        | 2:27  | 35.205   |
| 2    | 12 ottobre | Cincinnati Reds – 3, Boston Red Sox – 2             | Fenway Park        | 2:38  | 35.205   |
| 3    | 14 ottobre | Boston Red Sox – 5, Cincinnati Reds – 6 (10 inning) | Riverfront Stadium | 3:03  | 55.392   |
| 4    | 15 ottobre | Boston Red Sox – 5, Cincinnati Reds – 4             | Riverfront Stadium | 2:52  | 55.667   |
| 5    | 16 ottobre | Boston Red Sox – 2, Cincinnati Reds – 6             | Riverfront Stadium | 2:23  | 56.393   |
| 6    | 21 ottobre | Cincinnati Reds – 6, Boston Red Sox – 7 (12 inning) | Fenway Park        | 4:01  | 35.205   |
| 7    | 22 ottobre | Cincinnati Reds – 4, Boston Red Sox – 3             | Fenway Park        | 2:52  | 35.205   |

## Hall of Famer coinvolti
- Reds: Sparky Anderson (man.), Johnny Bench, Joe Morgan, Tony Pérez
- Red Sox: Carlton Fisk, Jim Rice (infortunato), Carl Yastrzemski